# Philip Brophy
Philip Brophy   (Melbourne, 1959) és un músic, compositor, dissenyador de so, cineasta, escriptor,dissenyador gràfic, educador i acadèmic aborigen australià.

## Música
El 1977, Brophy va formar el grup experimental → ↑ → escrit més sovint (encara que erròniament) com Tsk Tsk Tsk o Tch Tch Tch, (pronunciat tsk tsk tsk) amb Ralph Traviato, Alan Gaunt i Leigh Parkhill. De vegades, en comparació amb Andy Warhol's Factory, el grup va produir música experimental (Brophy a la bateria o sintetitzador), pel·lícules, vídeos i actuacions teatrals en directe explorant els interessos estètics i culturals de Brophy, sovint amb un pressupost mínim. Durant els deu anys de funcionament del grup, va implicar més de seixanta amics i coneguts de Brophy, inclosos el músic David Chesworth i els artistes visuals Maria Kozic i Jayne Stevenson. Van actuar en una àmplia gamma de locals australians, com ara pubs, galeries, campus universitaris i el Clifton Hill Community Music Centre. També van actuar o exposar a Europa, inclòs l'ICA de Londres. Brophy va dissoldre el grup a finals de la dècada de 1980, publicant un llibre retrospectiu "Made by → ↑ →", però va continuar treballant amb Kozic durant un temps.
El 1980, va fundar el segell Innocent Records amb el músic de Melbourne David Chesworth. Al llarg de la dècada de 1980, Brophy va escriure nombroses composicions i peces multimèdia. A finals de la dècada de 1990, Brophy va fundar el segell Sound Punch i va publicar tant treballs en solitari com col·laboracions amb Maria Kozic, Bill McDonald i el seu company acadèmic de RMIT Philip Samartzis.

## Cinema
Després de la dissolució de → ↑ →, amb qui Brophy havia realitzat nombrosos treballs de pel·lícules i vídeos col·laboratius (incloses les versions Super-8 i 16 mm de No Dance), va fixar les seves ambicions a fer pel·lícules de més pressupost, i es va involucrar més en el disseny de so.
El 1988 va realitzar un curtmetratge experimental Salt, Saliva, Sperm and Sweat. El seu primer llargmetratge, Body Melt, es va estrenar el 1993, i va ser finançat per l'Australian Film Commission i Film Victoria. El 2004 es van produir dos curtmetratges, The Sound Of Milk i Words In My Mouth - Voices In My Head (Anna).

## Acadèmia
Brophy ha publicat treballs a revistes com Virgin Press, Art & Text i Fast Forward i ha presentat comunicacions en diverses conferències de cinema des de principis dels anys vuitanta. Va començar ensenyant so i mitjans de comunicació al Phillip Institute of Technology el 1982. Va començar a ensenyar estudis de cinema a la RMIT el 1986.

## Altres activitats
Entre 1985 i 2002 va copresentar, amb Bruce Milne, l'irreverent teoria cultural i programa de ràdio musical Eeek!, a l'emissora de ràdio de Melbourne 3RRR (102,7 MHz).). En aquell moment era l'espectacle més popular de l'emissora.
Brophy ha escrit regularment per a la revista The Wire sobre bandes sonores de pel·lícules, també Film Comment. Va ser el director de la Cinesonic International Conference on Film Scores & Sound Design, i ha editat tres revistes de la conferència.
Ha publicat dos llibres pel British Film Institute, inclòs 100 Anime, que explora l'animació japonesa.
Philip Brophy també ha exposat les seves obres d'art a galeries d'art per a exposicions com'Vox' i l'Ian Potter Museum of Art a la Universitat de Melbourne.